# Auderville
Auderville è un ex comune francese di 281 abitanti situato nel dipartimento della Manica, nella regione della Normandia. Dal 1º gennaio 2017 è stato accorpato insieme a numerosi altri comuni al comune di nuova costituzione di La Hague, divenendone comune delegato.

## Storia

### Simboli
Lo stemma di Auderville era stato adottato dal consiglio comunale il 24 aprile 2009.
Trae ispirazione dal blasone della famiglia de Couvert, signori di Auderville, che portava uno stemma d'armellino, alla fascia di rosso, caricata di tre fibbie d'oro. A questo sono stati aggiunti i leopardi simbolo della Normandia, il giglio e le stelle dall'emblema dei Bretel, e il profilo del faro di La Hague.

## Società

### Evoluzione demografica
Abitanti censiti